# Johan-Anders Amilon
Johan-Anders Amilon, född 24 juli 1885 i Tryde socken, död 7 juni 1930 på Lidingö, var en svensk jägmästare.
Johan-Anders Amilon var son till godsägaren Johan Amilon. Han avlade studentexamen i Ystad 1904, utexaminerades från Skogsinstitutet 1908 och blev därefter 1909 extraordinarie tjänsteman i Domänstyrelsen och extra jägmästare i Gävle-Dala distrikt. 1910 var han assistent i Degerfors revir, 1911 tillförordnad jägmästare och assistent i Ängelholms revir, 1912 assistent i Jokkmokks revir och blev i slutet av året överjägmästareassistent i Södra distriktet. Amilon förordnades 1914 till tillförordnad lektor vid Skogsinstitutet och blev 1915 lektor vid den nybildade Skogshögskolan. 
Amilon författade ett flertal avhandlingar inom skogsvetenskapen. Det mest välkända torde vara Skogsskötseln och dess förutsättningar (1923). Han fick även uppdraget att genomföra en undersökning av häradsallmänningar i Sverige vilket resulterade i avhandlingen Sveriges häradsallmänningar (1918). 1918 blev han även sekreterare och ombudsman för Sveriges häradsallmänningsförbund. Hans sista större avhandlingar blev Hyggesskötseln och föryngringen inom mossrika skogar till vacciniumtypen inom Örå revir (1929) och Wallmoblädningen å Högsjö (1930). Han omkom vid en bilolycka vid Kyrkviken. Amilon är begravd på Lidingö kyrkogård.